# Rossinyol selvàtic
El rossinyol selvàtic, també anomenat, stricto sensu, rossinyol selvàtic dorsibrú (Stiphrornis erythrothorax) és una espècie d'ocell de la família dels muscicàpids (Muscicapidae). Es considera l'única espècie del gènere Stiphrornis. Tanmateix, algunes classificacions consideren que algunes subespècies s'haurien de segmentar, constituint, de fet, dues espècies separades. Es troba present a l'Àfrica central i occidental. Els seu hàbitats naturals són els boscos tropicals i subtropicals de frondoses humits. El seu estat de conservació és considerat de risc mínim.

## Taxonomia
Segons la Classificació del Congrés Ornitològic Internacional (versió 12.1, 2022) el gènere Stiphrornis seria monotípic i estaria format per una única espècie, el rossinyol selvàtic (Stiphrornis erythrothorax) amb vuit subespècies:
- S. e. erythrothorax Hartlaub, 1855 - De Sierra Leone fins a Ghana i sud de Nigèria.
- S. e. gabonensis Sharpe, 1883 - Des de l'oest de Camerun a l'oest de Gabon, a més de l'illa de Bioko.
- S. e. dahomeyensis Voelker et al., 2016 - Sud de Benín i sud-est de Ghana.
- S. e. inexpectatus Voelker et al., 2016 - Sud-oest de Ghana.
- S. e. xanthogaster Sharpe, 1903 - Des del sud-est del Camerun i nord-est del Gabon arribant a Uganda.
- S. e. sanghensis Beresford & Cracraft, 1999 - sud-oest de la República Centreafricana.
- S. e. rudderi Voelker et al., 2016 - Centre-nord de la República Democràtica del Congo.
- S. e. pyrrholaemus Schmidt & Angehr, 2008 - Sud-oest de Gabon.

Tanmateix, segons el Handook of the Birds of the World i la quarta versió de la BirdLife International Checklist of the birds of the world (desembre 2019), quatre subespècies del rossinyol selvàtic haurien de segmentar-se en dues espècies diferents i, per tant, el gènere tindria tres espècies:
- Stiphrornis erythrothorax (sensu stricto) - Rossinyol selvàtic dorsibrú.
  - S. e. erythrothorax, S. e. gabonensis, S. e. dahomeyensis i S. e. inexpectatus.
- Stiphrornis xanthogaster - rossinyol selvàtic dorsigrís.
  - S. x. xanthogaster, S. x. sanghensis i S. x. rudderi.
- Stiphrornis pyrrholaemus (monotípic) - Rossinyol selvàtic de dors olivaci.